# Берегиня (музей)
«Берегиня» — історико-етнографічний музей в м. Бурштин, Івано-Франківська область. Ініціатором створення музею була викладача української мови та літератури Бурштинського енерготехнікуму Гусар Тамара Григорівна.                                                                                                                                                                                   

## Історія
Музей засновано 1987 р.
З 1992 р. експозиція музею розміщена в приміщенні гуртожитку енергетичного коледжу.
Теперішня експозиція музею відкрита у грудні 2001 р.

## Експонати
В музеї знаходиться понад 1500 експонатів.
Експозиція музею поділена на 4 розділи:
- 1 розділ — експонати з розкопок та досліджень в околицях м. Бурштин.
- 2 розділ — експонати Опільській вишивці. Колекція становить близько 250 рушників та 160 сорочок.
- 3 розділ — присвячений речам з Опільської хати.
- 4 розділ — присвячений документам з історії міста[2].